# سیارک ۸۸۰۵
سیارک ۸۸۰۵ (به انگلیسی: 8805 Petrpetrov، نامگذاری:1981UM11) هشت هزار و هشتصد و پنجمین سیارک کشف شده‌است که در ۲۲ اکتبر ۱۹۸۱ کشف شد.
قدر مطلق سیارک برابر ۱۷.۸ است.